# Quião
Santo André é um lugar junto ao cabo de Santo André no município da Póvoa de Varzim que compreende o litoral Norte da freguesia de Aver-o-Mar (também conhecido como Quião) e litoral sul da freguesia de Aguçadoura (Lugar de Santo André de Aguçadoura).
A parte de Santo André pertencente à freguesia de Aver-o-Mar foi integrada na cidade, dado ser contínua em termos urbanos, enquanto que a parte da Aguçadoura está separada por uma área onde a construção não é permitida.
Santo André mantém uma identidade piscatória ilesa e se diferencia pelas moradias unifamiliares que cresceram de forma espontânea com estrutura ortogonal.